# 叶坊
叶坊（かのうぼう）とは江戸時代に遠江国浜松（現在の静岡県浜松市中央区）に住居した修験者。加納房とも記す。秋葉権現を奉斎する秋葉修験で木部（きべ）氏が継承した。本山派に属する。

## 叶坊浄全
叶坊の祖は浄全という。『木部氏系図』によれば、武州の生まれで元の名前は熊谷小四郎という。幼少のころ戦で身よりをなくし、鎌倉の権現堂（修験松本家）の叔母を頼る。叔父の指導で修験となって諸国を廻り、41歳で三河に辿り着いた。占いと祈祷に長じたことから徳川家康に招かれ、永禄5年（1562年）から祈祷者となる。
諸国の事情に通じており、奥三河、遠江の豪族の調略の使者となる。元亀元年（1570年）には上杉謙信との同盟の使者となり、史料に「権現堂」「叶」の名が残る。天正4年（1576年）、徳川家が秋葉山周辺の地頭であった犬居城の天野氏を打ち破るとき、その道案内をした功績で秋葉寺の別当に任ぜられる。

### 家康改名の逸話
『木部氏系図』によれば元康から家康に改名する際に浄全に姓名判断の下問があったと伝える。

### 井伊の赤備・天正壬午起請文・甲信州諸士連書誓盟
武田家の旧臣が徳川家康に属すにあたり秋葉山にて起請文を提出した。その写本は国立国会図書館等に所蔵されている。取り纏めの奉行は成瀬吉右衛門と日下部兵右衛門であり、祈祷者は叶坊、場所は現在の秋葉山本宮秋葉神社上社の社務所付近である。江戸時代、起請文の原本は秋葉不動堂（叶坊）にて所持していた。原本管理の経緯について、秋葉山山中に坊を構えていた叶坊が家康の命令で起請文を持参して浜松城下に転居し、その子孫が明治維新まで管理したが後裔と共に行方はわからなくなったという。
この武田旧臣の多くが井伊直政に属し赤備となったため、彦根藩からは毎年藩主代参があり、井伊直孝から秋葉山に金銅鳥居が寄進された。

### 浜松移住
その後、叶坊は徳川家康により浜松城下に招かれた。この時、秋葉権現の御分霊を勧請し、秋葉不動堂を建立した。その土地は奥平和泉守九八郎の住居跡を下賜されたという。これを「浜松秋葉」といい、現在の中央区三組町の秋葉神社である。

## 木部貞
幕末に叶坊の嫡子である木部貞（ただし、通称は次郎）は遠州報国隊の一員として官軍に従軍し、維新後は東京招魂社の社司となった。その後は官吏の道を歩み、名古屋で没した。